# Cicloartenolo
Il cicloartenolo è uno stanolo (uno sterolo saturo, formalmente ottenibile per idrogenazione del corrispondente sterolo) trovato nelle piante. La biosintesi del cicloartenolo parte dallo squalene. È il primo precursore nella biosintesi di stanoli e altri steroli, denominati fitostanoli e fitosteroli, in organismi fotosintetici e piante.